# Куп Мађарске у фудбалу 1989/90.
Куп Мађарске у фудбалу 1989/90. (мађ. 1989–1990-as magyar labdarúgókupa) је било 49. издање серије, на којој је екипа Печуј Метека тријумфовала по 1. пут.

## Четвртфинале[3]
Четвртфиналне утакмице су игране по систему једна утакмица код куће и друга у гостима. Прва утакмица је играна 18. априла док је друга играна 25. априла 1990. године
| Тим #1                | Резултат             | Тим #2       |
| --------------------- | -------------------- | ------------ |
| 18. и 25. април 1990. |                      |              |
| ФК Хонвед             | 3 : 2 (2 : 1, 1 : 1) | Шиофок бањас |
| 18. и 25. април 1990. |                      |              |
| Ђер Раба ЕТО          | 5 : 1 (1 : 0, 4 : 1) | МТК ВМ       |
| 18. и 25. април 1990. |                      |              |
| Печуј МТК             | 8 : 2 (5 : 1, 3 : 1) | Дунафер      |
| 18. и 25. април 1990. |                      |              |
| Вац Изо               | 6 : 1 (4 : 0, 2 : 1) | Ујпешт Дожа  |

## Полуфинале
Полуфиналне утакмице су игране по систему једна утакмица код куће и друга у гостима. Термини утакмица су били 9. и 23. мај 1990. године.
| Тим #1          | Резултат              | Тим #2       |
| --------------- | --------------------- | ------------ |
| 9/23. мај 1990. |                       |              |
| ФК Хонвед       | 3 : 0 (2 : 0, 1 : 0 ) | Вац Изо      |
| 9/23. мај 1990. |                       |              |
| Печуј МФК       | 3 : 0 (2 : 0, 1 : 0)  | Ђер Раба ЕТО |

## Финале
| Печуј МФК                           | 2 : 0    | ФК Хонвед |
| ----------------------------------- | -------- | --------- |
| Балаж Берци 71’ · Иштван лехота 89’ | Извештај |           |